# سیارک ۴۱۶۱
سیارک ۴۱۶۱ (به انگلیسی: 4161 Amasis، نامگذاری:6627P-L) چهار هزار و صد و شصت و یکمین سیارک کشف شده‌است که در ۲۴ سپتامبر ۱۹۶۰ کشف شد.
قدر مطلق سیارک برابر ۱۳٫۲۰ است.